# Инн (округ)
Инн (нем. Inn, романш. En) — бывший округ в Швейцарии.
Существовал до 2015 года. Входит в кантон Граубюнден. 1 января 2016 года был заменён новым регионом Энджадина-Басса/Валь-Мюштайр.
Занимает площадь 1196,56 км². Население — 9336 чел. Официальный код — 1825.

## Коммуны округа
| Район Рамош | Район Рамош | Район Рамош      | Район Рамош | Район Рамош     | Район Рамош                              |
| Герб        | Коммуна     | Население (2005) | Площадь км² | Официальный код | Примечание                               |
| ----------- | ----------- | ---------------- | ----------- | --------------- | ---------------------------------------- |
| Рамош       | Рамош       | 479              | 84,02       | 3751            | С 1.01.2012 объединены в коммуну Вальзот |
| Члин        | Члин        | 431              | 74,93       | 3753            | С 1.01.2012 объединены в коммуну Вальзот |
| Замнаун     | Замнаун     | 824              | 56,29       | 3752            |                                          |

| Район Суот-Тасна (Нижняя Тасна) | Район Суот-Тасна (Нижняя Тасна) | Район Суот-Тасна (Нижняя Тасна) | Район Суот-Тасна (Нижняя Тасна) | Район Суот-Тасна (Нижняя Тасна) | Район Суот-Тасна (Нижняя Тасна)    |
| Герб                            | Коммуна                         | Население (2005)                | Площадь км²                     | Официальный код                 | Примечание                         |
| ------------------------------- | ------------------------------- | ------------------------------- | ------------------------------- | ------------------------------- | ---------------------------------- |
| Шкуоль                          | Шкуоль                          | 2196                            | 144,14                          | 3762                            |                                    |
| Фтан                            | Фтан                            | 477                             | 43,08                           | 3761                            | С 1.01.2015 вошли в коммуну Шкуоль |
| Зент                            | Зент                            | 851                             | 111,61                          | 3763                            | С 1.01.2015 вошли в коммуну Шкуоль |

| Район Сур-Тасна (Верхняя Тасна) | Район Сур-Тасна (Верхняя Тасна) | Район Сур-Тасна (Верхняя Тасна) | Район Сур-Тасна (Верхняя Тасна) | Район Сур-Тасна (Верхняя Тасна) | Район Сур-Тасна (Верхняя Тасна)    |
| Герб                            | Коммуна                         | Население (2005)                | Площадь км²                     | Официальный код                 | Примечание                         |
| ------------------------------- | ------------------------------- | ------------------------------- | ------------------------------- | ------------------------------- | ---------------------------------- |
| Ардец                           | Ардец                           | 431                             | 61,39                           | 3741                            | С 1.01.2015 вошли в коммуну Шкуоль |
| Гуарда                          | Гуарда                          | 182                             | 31,42                           | 3742                            | С 1.01.2015 вошли в коммуну Шкуоль |
| Тарасп                          | Тарасп                          | 306                             | 46,99                           | 3745                            | С 1.01.2015 вошли в коммуну Шкуоль |
| Лавин                           | Лавин                           | 184                             | 46,26                           | 3743                            | С 1.01.2015 вошли в коммуну Цернец |
| Суш                             | Суш                             | 211                             | 93,93                           | 3744                            | С 1.01.2015 вошли в коммуну Цернец |
| Цернец                          | Цернец                          | 1044                            | 203,85                          | 3746                            |                                    |

| Район Валь-Мюстаир       | Район Валь-Мюстаир       | Район Валь-Мюстаир | Район Валь-Мюстаир | Район Валь-Мюстаир | Район Валь-Мюстаир                            |
| Герб                     | Коммуна                  | Население (2005)   | Площадь км²        | Официальный код    | Примечание                                    |
| ------------------------ | ------------------------ | ------------------ | ------------------ | ------------------ | --------------------------------------------- |
| Фульдера                 | Фульдера                 | 126                | 13,23              | 3841               | С 1.01.2009 объединены в коммуну Валь-Мюштайр |
| Лю                       | Лю                       | 63                 | 6,84               | 3842               | С 1.01.2009 объединены в коммуну Валь-Мюштайр |
| Мюштайр                  | Мюштайр                  | 805                | 77,74              | 3843               | С 1.01.2009 объединены в коммуну Валь-Мюштайр |
| Санта-Мария-Валь-Мюстаир | Санта-Мария-Валь-Мюстаир | 354                | 41,60              | 3844               | С 1.01.2009 объединены в коммуну Валь-Мюштайр |
| Чирф                     | Чирф                     | 172                | 42,57              | 3845               | С 1.01.2009 объединены в коммуну Валь-Мюштайр |
| Валькава                 | Валькава                 | 200                | 16,67              | 3846               | С 1.01.2009 объединены в коммуну Валь-Мюштайр |